# Ellert Driessen
Ellert Driessen, född 21 augusti 1958 i Amsterdam, är en holländsk kompositör och artist som var sångare och keyboardist i gruppen Spargo. Gruppen är fortfarande, om än sporadiskt, aktiv. Ellert Driessen är också känd för sin solokarriär och släppte bland annat albumet When the night begins 1988. Han har även skrivit åt andra artister, bland andra Rob de Nijs och Linda Wagenmakers.